# Heitor dos Prazeres
Heitor dos Prazeres (Rio de Janeiro, 23 settembre 1898 – Rio de Janeiro, 4 ottobre 1966) è stato un compositore, cantante e pittore brasiliano.
Fu uno dei pionieri nella composizione di samba e partecipò alla fondazione delle prime scuole di questa danza in Brasile. Dal 1937 si dedicò anche alla pittura.
Nel 1966 gli venne dedicato il documentario Heitor dos Prazeres, di Antonio Carlos da Fontoura.

## Discografia
- 1954 – Cosme e Damião/Iemanjá
- 1955 – Pai Benedito/Santa Bárbara
- 1955 – Vamos brincar no terreiro/Nego véio
- 1957 – Heitor dos Prazeres e sua gente
- 1957 – Nada de rock rock/Eta seu Mano!